# Дэниел Гуч
сэр Дэниел Гуч, 1-й баронет (24 августа 1816—15 октября 1889) — английский инженер: паровозостроитель и кабелеукладчик. Главный инженер тяги (1837—1864) и председатель совета директоров (1865—†1889) Большой западной железной дороги (GWR).
В 1865—1885 годах был членом Палаты Общин Парламента (консерватор) от округа Крикдейл.

## Ранние годы
Дэниел Гуч родился в Бедлингтоне (графство Нортамберленд) у литейщика Джона Гуча и его жены Анны Лонгридж. В 1831 году семья переехала в Южный Уэльс (графство Монмаутшир) на Тредегарский завод, где Джон Гуч получил руководящий пост. На этом заводе Дэниел начал обучение у Томаса Эллиса-старшего, который в своё время вместе с Сэмюэлом Хомфри и Ричардом Тревитиком был пионером паровых железных дорог. В дневнике Гуч впоследствии писал: «Такого рода крупный завод — лучшая школа молодого инженера, в которой он может получить общее представление обо всём, что ему затем понадобится. … Годы, проведённые в Тредегаре, я считаю самыми важными в моей жизни».
Гуч стажировался чертёжником в разных компаниях, в том числе у Роберта Стефенсона в Ньюкасле-на-Тайне. 18 августа 1837 года в возрасте 20 лет его нанял на пост суперинтенданта локомотивов GWR Изамбард Кингдом Брюнель.

## Железнодорожный инженер
В первые годы на GWR Гуч не без труда поддерживал в работоспособном состоянии разношёрстный парк ширококолейных паровозов, заказанных Брюнелем у разных заводов. У Стефенсона Гуч принимал участие в создании двух паровозов колеи 5 ф. 6 д. (1676 мм) для железной дороги Нового Орлеана, которые заказчик так и не забрал. Гуч уговорил Брюнеля выкупить эти два паровоза — «Северную звезду» и «Утреннюю звезду», которые Стефенсон переделал бы на брюнелевскую колею 7 ф. 1/4 д. (2140 мм).
Эти паровозы были единственными надёжно работавшими локомотивами компании, отчего стали началом класса «Звёзды». Гуч с Брюнелем улучшили выхлопной конус, сильно увеличив экономичность паровоза. После «Звёзд» в 1840 году Гуч спроектировал новый тип экспресс-паровозов с осевой формулой 1-1-1 «Светлячок».
На сравнительных испытаниях Колейной комиссии паровоз этого типа «Иксион» продемонстрировал скорость выше, чем у паровоза колеи 4 ф. 8+1/2 д. (1435 мм). В 1843 году Гуч разработал свой вариант стефенсоновского парораспределительного механизма.
В 1840 году Гуч должен был выбрать место для паровозостроительного завода компании (впоследствии Swindon Works) и в 1846-м разработал первый произведённый там оригинальный паровоз «Грейт-Вестерн» — прототип класса 2-1-1 «Железный герцог», способный развивать скорость 70 миль в час (113 км/ч). С модернизацией «Железные герцоги» доработали до конца перешивки GWR на стандартную колею в 1892 году.
В 1854—1864 годах Гуч разработал и некоторое количество паровозов стандартной колеи для нового северного подразделения GWR. В 1864 году он вышел в отставку с поста суперинтенданта локомотивов, оставшись в совете директоров GWR.

## Трансатлантический кабель и другие проекты
С 1859 года Гуч жил в поместье Clewer Park (Виндзор) служил коронным депутатом Беркшира.
В 1865 году Гуч стал председателем совета директоров GWR. Также он занимал пост главного инженера телеграфной компании, на котором занимался первой успешной прокладкой трансатлантического кабеля в 1865—66 годах (с помощью брюнелевского «Грейт Истерна»). По завершении укладки кабеля 27 июля 1866 года Гуч с борта «Грейт Истерна» отправил каблограмму министру иностранных дел Великобритании Эдварду Стэнли с текстом: «Между Англией и Америкой установлено прекрасное сообщение. Благословением Господним да будет оно источником благ для наших стран».
В 1866 году за прокладку кабеля Гуч был произведён в баронеты.
В 1868 году он стал председателем совета директоров Telegraph Construction & Maintenance Company после отставки Джона Пендера. Большую западную железную дорогу Гуч однажды спас от банкротства. Особый интерес у него вызывала прокладка тоннеля под устьем Северна. GWR не отказывалась до конца от брюнелевской колеи вплоть до смерти Гуча.
С 1850 года Гуч был активным масоном, основал несколько лож.

## Политическая деятельность
В 1865 году, ещё будучи на борту кабелеукладчика в океане, Гуч был избран членом парламента от округа Крикдейл в консервативной партии, и переизбирался до 1885 года. За 20 лет он не выступал в Палате ни разу, заметив в дневнике по поводу роспуска Парламента 18 ноября 1885 года, что «дела шли бы гораздо лучше, если бы моему примеру следовало побольше парламентариев».

## Семья
Дэниел Гуч женился на Маргарет Тэннер в 1838 году. У них было шестеро детей: Анна (1839), Эмили (1849), Генри (1841), Чарльз (1845), Альфред (1846) и Фрэнк (1847). Маргарет умерла в 1868 году. Гуч женился в 1870-м на Эмили Бёрдер (†1901).
Братья Дэниела Джон Вирет Гуч, Томас Лонгридж Гуч и Уильям Фредерик Гуч также стали железнодорожными инженерами.

## Память
Паровоз типа «Замок» № 5070 и тепловоз British Rail Class 47 № D1663 (затем 47078, 47628) носили имя «Сэр Дэниел Гуч». В продолжение этой традиции нынешняя Great Western Railway назвала в честь Гуча локомотив British Rail Class 800 № 800004.
Паб «Дэниел Гуч» в Бэйсуотере (Лондон) закрылся в 2016 году. В Суиндоне в честь Гуча названы паб «Герб сэра Дэниела» и улица Гуч-стрит, некогда построенная для рабочих Суиндонского завода GWR.

## Внешние ссылки
- Письмо Гуча Брюнелю о Суиндонском заводе — Клочок бумаги, изменивший судьбу города
- Фотография Гуча (1860-е) в Национальной портретной галерее.
- Портрел Гуча (Национальная портретная галерея, Фрэнсис Грант, 1872).